# Coeliccia didyma
Coeliccia didyma – gatunek ważki z rodziny pióronogowatych (Platycnemididae).